# Эклсфилд
Эклсфилд (англ. Ecclesfield) — деревня в 4 милях (6 километрах) к северу от Шеффилда, графство Йоркшир (сейчас Саут-Йоркшир). В дореволюционных русскоязычных энциклопедиях (НЭС, НЭСГ, ЭСБЕ и др.) описывается как Экльсфильд.
По данным переписи 2011 года, в гражданском приходе Эклсфилда насчитывалось 32 073 человек. В 2011 году в округах Эклсфилда и города Шеффилд проживало 35 994 человека (районы Эклсфилд-Вест и Эклсфилд-Ист). По данным последней переписи, население самой деревни Эклсфилд составляло 7 тысяч 163 человека.

## Название
Значение названия до конца неясно. Традиционно это было получено из кельтских Eccles, что означает церковь, в частности, романо-британскую, и старый английский Feld, что означает место без леса. Таким образом, имя может означать «открытую землю возле римско-британской христианской церкви». Тем не менее, альтернативное предположение состоит в том, что первый элемент Eccles- происходит от саксонского личного имени или ассоциации с водой.

## История
Доказательства ранних жилищ в районе Эклсфилда включают остатки романо-британских поселений и полевых систем в Грено Вуд. Самая ранняя известная письменная запись Эклсфилда взята из книги 1086 года, где она называется «Eclesfeld».
В «Книге Страшного суда» не упоминается церковь в Эклсфилде. Нынешняя Церковь Святой Марии, одно из пяти зданий в Шеффилде, внесенных в список памятников архитектуры I степени и большинством исследователей датируется концом XV века, но включает в себя некоторые черты начала XIII века. Это был центр древнего прихода Экклсфилд, который был одним из самых обширных в Англии до его распада в XIX веке.
Бенедиктинский монастырь в Экклсфилде был основанн в XII веке и служил кельей аббатства Святого Вандриля в Нормандии до XIV века, когда он перешел к картезианцам. Это здание также внесено в список памятников архитектуры Альбиона.
В конце XIX — начале XX века Экльсфилд стал обретать черты промышленного города; здесь была открыта бумажная фабрика и налажен выпуск стали.
Во время Первой мировой войны британский Королевский лётный корпус (RFC) основал здесь взлётно-посадочную площадку для помощи десантникам недалеко от восточной границы деревни, на земле, которая сейчас в основном отдана под промышленную зону, недалеко от нынешней автомагистрали М1. ВПП служила в 1916 году как часть схемы внутренней обороны для защиты от налетов немецких дирижаблей, но по мере того, как угроза налётов уменьшалась, посадочная площадка Экклсфилд, а также несколько других в этом районе постепенно были выведены из эксплуатации.
В XXI веке Эклсфилд оброс объектами гражданской инфраструктуры, как то: старая площадь, крикетный клуб, большой парк, Мемориальный зал Гэтти, средняя общеобразовательная школа (ранее Эклсфилдская гимназия), Эклсфилдская начальная школа и т.д.
Основными автомобильными маршрутами являются автодорога A61, идущая с севера на юг, и автомагистраль M1, огибающая восточную окраину. Автобусные перевозки осуществляются в основном компаниями «First South Yorkshire», «Stagecoach Sheffield», «Powells Bus Co.» и «TM Travel»; они связывают центр Шеффилда, Барнсли, Ротерхэм, Медоухолл-центр и прилегающие пригороды. Железнодорожная станция в пригороде Чапелтауна соединяет центральный Шеффилд, Хаддерсфилд и Лидс.
Команды Экльсфилда по футболу и крикету оставили заметный след в национальных первенствах по этим видам спорта.